# Московский зоотехнический институт
Московский зоотехнический институт (МЗИ) — первое в России специальное высшее учебное заведение по подготовке учёных животноводов-агрономов (1925 год), позднее зоотехников и ветеринаров (1929 год) высшей квалификации.

## История
19 июня 1918 года Совет Народных Комиссаров РСФСР принял декрет «О племенном животноводстве». В соответствии с этим декретом все племенные животные были признаны достоянием молодого Советского государства. Так же декрет положил начало плановым мероприятиям по улучшению состояния животноводства, созданию государственных племенных хозяйств, племенных рассадников и научной работы по зоотехнии. Для выполнения этих мероприятий были нужны специалисты зоотехники высшей квалификации и в 1919 году (по другим данным в 1920 году) в Москве был открыт Московский высший зоотехнический институт (МВЗИ). Председателем организационного комитета (ректором), в 1920—1921 годах, был профессор М. М. Щепкин.

Московский зоотехнический институт, имевший небольшую численность студентов, располагался в трёх зданиях: одно трёхэтажное и два двухэтажных  <…>  все строения Московского института <…> были в самом деле весьма скромными. Но его содержание, его профессорская начинка, интереснейшая программа учебного курса, отличные хозяйства, его потенциальная и действительная возможность общения со многими вузами, с таким чудесным культурным центром, как Москва — всё это ставило институт в особо благоприятное положение. Этому способствовало размещение здесь же, возле института, Московского общества сельского хозяйства, которое давало возможность знакомства с самой передовой сельскохозяйственной наукой, лучшей практикой ведения сельского хозяйства, с чем можно было ознакомиться на часто созываемых совещаниях или заседаниях Общества и практикуемых регулярно лекциях лучших лекторов — проф. Д. Н. Прянишникова, проф. Фортунатова, многих профессоров Петровской академии и других. Словом, я попал в великолепную школу, которую умело создала талантливый организатор Маргарита Васильевна Фофанова, та самая М. В. Фофанова, у которой в последние дни перед Великой Октябрьской социалистической революцией находился на нелегальной квартире В. И. Ленин и откуда он ушёл накануне восстания в бурлящий Смольный…— Фрагмент воспоминаний Н. И. Захарьева, учёного-зоотехника, поступившего в МВЗИ в 1922 году.
В 1923 году Московский высший зоотехнический институт (МВЗИ) размещался по адресу: Смоленский бульвар, дом № 57.
В 1925 году был открыт ветеринарный факультет, а институт получил наименование Московский зоотехнический институт (МЗИ).
В 1929 году в состав института вошло, переведённое из Казани, военно-ветеринарное отделение, основанное в 1925 году.
В 1929 году МЗИ в ведении Главпрофобра в составе двух факультетов: зоотехнического (обучение 4 года) и ветеринарного (обучение 5 лет).
В 1930 году, постановлением СНК, Московский зоотехнический институт был реорганизован, на его основе созданы 4 специализированных института: коневодства, крупного рогатого скота, овцеводства и зооветеринарный.
Из воспоминаний Н. П. Дубинина: 

…когда в 1929 году встал вопрос об организации лаборатории генетики в системе Научно-исследовательского института имени К. А. Тимирязева, это дело было поручено А. С. Серебровскому. Наша лаборатория со Смоленского бульвара переехала на Пятницкую, 48… К тому времени московский Зоотехнический институт разделился на целый ряд институтов по отдельным видам животноводства. В старом здании, в частности, остался Институт свиноводства. Его директор просил меня остаться в Институте и читать курс генетики. В Балашихе, рядом с Москвой, появился Институт пушного звероводства и каракулеводства. Его руководство также усиленно приглашало меня заведовать кафедрой генетики и разведения. Было мне в то время 22 года, но все они уже хорошо меня знали по лекциям и занятиям в Зоотехническом институте
В 1930 году состоялся последний выпуск зоотехников в Московском зоотехническом институте.

## Руководители
- М. М. Щепкин, (1919(20)—1921)
- Н. А. Михин (1921—1922)
- М. В. Фофонова (Фофанова)(1922—1925)[7]
- В. Н. Соколов[5]

### Сотрудники института
- Агол, Израиль Иосифович
- Д. Д. Арцыбашев, профессор (1923)[4]
- А. А. Бауэр, профессор (1923)[4]
- Н. Н. Бехтерев, профессор (1923)[4]
- Г. Я. Богданов, профессор (1923)[4]
- С. И. Вавилов, профессор физики (1920—1929)[4]
- Б. П. Волкопялов ассистент и доцент (1926—1929)
- Н. П. Дубинин
- Д. Н. Прянишников, профессор
- А. Ф. Фортунатов, профессор
- М. Ф. Иванов, академик[6]
- И. И. Иванов (1928—1930)
- П. Н. Кулешов, декан (1925 год), профессор (с 1921)
- А. С. Серебровский
- Е. Ф. Лискун, профессор (1921—1926)

## Выпускники
- М. Ф. Томмэ (вып. 1924)
- Б. П. Волкопялов (вып. 1926)

## Преемники
- Удмуртский государственный аграрный университет
- Ставропольский государственный аграрный университет
- Московская государственная академия ветеринарной медицины и биотехнологии имени К. И. Скрябина